# Simon Zachenhuber
Simon Zachenhuber (* 6. Juni 1998 in Landshut) ist ein deutscher Profiboxer im Supermittelgewicht.

## Leben
Simon Zachenhuber wurde 1998 als zweites von drei Kindern im niederbayrischen Landshut geboren. Vier Wochen nach seiner Geburt verunglückte sein Vater Hans Wolf Zachenhuber bei einem Sportunfall und ist seitdem schwerbehindert. Simon Zachenhuber wuchs mit einer älteren Schwester zuerst in Zolling bei Freising und dann in Reisen, einem Dorf im Landkreis Erding, auf. 2004 kam eine weitere Schwester zur Welt, die als großes Schwimmtalent gilt. 
Er besuchte die Grundschule Eitting und wechselte nach einem Jahr an der Hauptschule Oberding auf eine Realschule in München. Dort erwarb er 2015 die Mittlere Reife. Im Anschluss besuchte er die Fachoberschule in Erding und schloss seine schulische Laufbahn mit der Fachhochschulreife ab. Zachenhuber war ehrenamtlich bei seinem früheren Schwimmverein TSV Erding und beim Kickboxverein Erding als Trainer für den Nachwuchs tätig. 
Während seiner Zeit an der Fachoberschule arbeitete er als Praktikant beim Münchner Merkur und unterstützte seine Mutter Rosemarie Zachenhuber und seinen Stiefvater Karl Iwainski in deren Schwimmschule Babydelphinchen Erding. Er begann bei seinem Heimatverein KBV Erding ein freiwilliges soziales Jahr, beendete dies aber nach sechs Monaten, um sich ganz seiner Profikarriere zu widmen. 2018 begann Zachenhuber bei dem bekannten Boxtrainer Conny Mittermeier zu trainieren und unterschrieb bei der Marketingagentur Vitesse Kärcher.
Ab Februar 2021 nahm Zachenhuber an der 14. Staffel der RTL-Tanzshow Let’s Dance teil. Seine Tanzpartnerin war die Tänzerin Patricija Belousova. Zachenhuber erreichte das Halbfinale und belegte den 4. Platz.

## Sportlicher Werdegang

### Anfänge
Im Alter von fünf Jahren begann Zachenhuber mit dem Schwimmsport. Hier erreichte er auf einigen Regionalwettkämpfen Platzierungen auf dem Treppchen. Neben dem Schwimmen betrieb Zachenhuber zwischen dem zehnten und siebzehnten Lebensjahr die Sportarten Moderner Fünfkampf und Biathle. Seine besten Platzierungen im Biathle waren die deutsche Vizemeisterschaft im Jahr 2009 und der dritte Platz bei der Deutschen Meisterschaft 2014. Weitere Starts im Biathle erfolgten in den Jahren 2009 in Monaco, 2010 in Sofia, 2011 in Limassol und 2012 in Dubai. Im Modernen Fünfkampf startete Zachenhuber mehrmals bei bayerischen und süddeutschen Meisterschaften, wo er die Plätze 2, 3 und 4 erreichte.

### Kampfsport

#### Amateurkarriere Kickboxen
Mit zwölf Jahren begann Zachenhuber in seiner Heimatstadt Erding mit dem Kickboxen. Beginnend bei kleinen Anfängerturnieren, verzeichnete er bei bayerischen und deutschen Meisterschaften schnell größere Erfolge. Er kämpfte im weltgrößten Verband WAKO. Nachdem Zachenhuber 2015 bei der deutschen Meisterschaft den dritten Platz erreicht hatte, nahm er im selben Jahr an seinem ersten World Cup in Innsbruck teil. 2016 wurde Zachenhuber in die deutsche Juniorennationalmannschaft aufgenommen. Im gleichen Jahr nahm er an der Juniorenweltmeisterschaft in Dublin teil. Hier schied das deutsche Team im Viertelfinale gegen Polen aus. Im Jahr 2016 sicherte er sich mit dem zweiten Platz beim Irish Open World Cup seine erste World-Cup-Medaille. Im letzten Jahr seiner Amateurkarriere, im Jahr 2017, gelang es ihm, neben Siegen bei bayerischen, internationalen deutschen- und den deutschen Meisterschaften, auch zwei Gold- und eine Bronzemedaille bei World-Cups zu gewinnen. Ebenso im Jahr 2017 startete er für die Herrennationalmannschaft bei der Weltmeisterschaft in Budapest. Sie gewann das Achtelfinale gegen Frankreich und schied im Kampf um die Bronzemedaille knapp gegen Polen aus. Dies war der letzte Auftritt für Zachenhuber auf Amateurebene. 
| Jahr | Turnier                     | Gewicht | Platzierung |
| ---- | --------------------------- | ------- | ----------- |
| 2013 | Bayerische Meisterschaft    | -63 kg  | 1. Platz    |
| 2014 | Bavarian Open               | -69 kg  | 1. Platz    |
| 2015 | Bayerische Meisterschaft    | -69 kg  | 1. Platz    |
| 2015 | Bavarian Open               | -69 kg  | 1. Platz    |
| 2015 | Offener Bayernpokal         | -69 kg  | 1. Platz    |
| 2015 | Deutsche Meisterschaft      | -69 kg  | 3. Platz    |
| 2015 | World Cup Innsbruck         | -69 kg  | /           |
| 2015 | Deutschlandpokal            | -71 kg  | 2. Platz    |
| 2016 | World Cup Irish Open        | -67 kg  | 2. Platz    |
| 2016 | Bayerische Meisterschaft    | -69 kg  | 1. Platz    |
| 2016 | World Cup Hungary           | -69 kg  | /           |
| 2016 | Deutsche Meisterschaft      | -71 kg  | 2. Platz    |
| 2016 | World Cup Rimini            | -67 kg  | /           |
| 2016 | Bavarian Open               | -69 kg  | 1. Platz    |
| 2016 | Deutschlandpokal            | -71 kg  | 2. Platz    |
| 2016 | Weltmeisterschaft           | -67 kg  | 5. Platz    |
| 2017 | Bavarian Open               | -71 kg  | 1. Platz    |
| 2017 | World Cup Irish Open        | -71 kg  | 1. Platz    |
| 2017 | Int. deutsche Meisterschaft | -71 kg  | 1. Platz    |
| 2017 | Deutsche Meisterschaft      | -71 kg  | 1. Platz    |
| 2017 | World Cup Rimini            | -71 kg  | 3. Platz    |
| 2017 | Weltmeisterschaft           | -71 kg  | 5. Platz    |

#### Profiboxen
Zachenhuber entschied sich im Alter von 19 Jahren, und ohne einen einzigen Amateurboxkampf bestritten zu haben, zu den Profis zu wechseln. Seit Januar 2018 trainiert er bei Conny Mittermeier in Stuttgart. Sein Profidebüt bestritt er am 18. Mai 2018 in Potsdam bei Promoter Sauerland Event. Der Kampf wurde im TV vom Fernsehsender Sport1 übertragen.
Am 22. Januar 2022 erkämpfte sich Zachenhuber in einem Kampf über 10 Runden gegen seinen deutschen Landsmann Maurice Morio die IBF-Juniorenweltmeisterschaft im Mittelgewicht. Am 26. März 2022 gewann Zachenhuber den Rückkampf gegen Morio in der Dortmunder Westfalenhalle durch K.o. in der dritten Runde. Am 2. Juli 2022 gewann er mit dem Titel des internationalen deutschen Meisters seinen zweiten Titel. Im Oktober 2023 unterschrieb Zachenhuber bei dem neu gegründeten Promoter P2M Boxpromotion. 
Im Juni 2023 gewann Zachenhuber die Europameisterschaftstitel der Verbände IBF und WBA. Am 28. Oktober 2023 verteidigte er seine beiden Europameisterschaftstitel gegen den in München lebenden Türken Emre Cukur durch K.o. in der 6. Runde. Seitdem ist Zachenhuber die Nummer eins in Deutschland und steht in der Boxrec-Weltrangliste auf Platz 25. Auch in den Ranglisten der Weltverbände IBF und WBA ist er unter den Top Ten der Welt. 
Im Jahr 2024 siegte Zachenhuber bei weiteren drei Kämpfen. 

## Fernsehauftritte
- 2021: Let’s Dance (RTL)
- 2022, 2024: Wer weiß denn sowas? (ARD)
- 2025: Klein gegen Groß